# Hirtshals

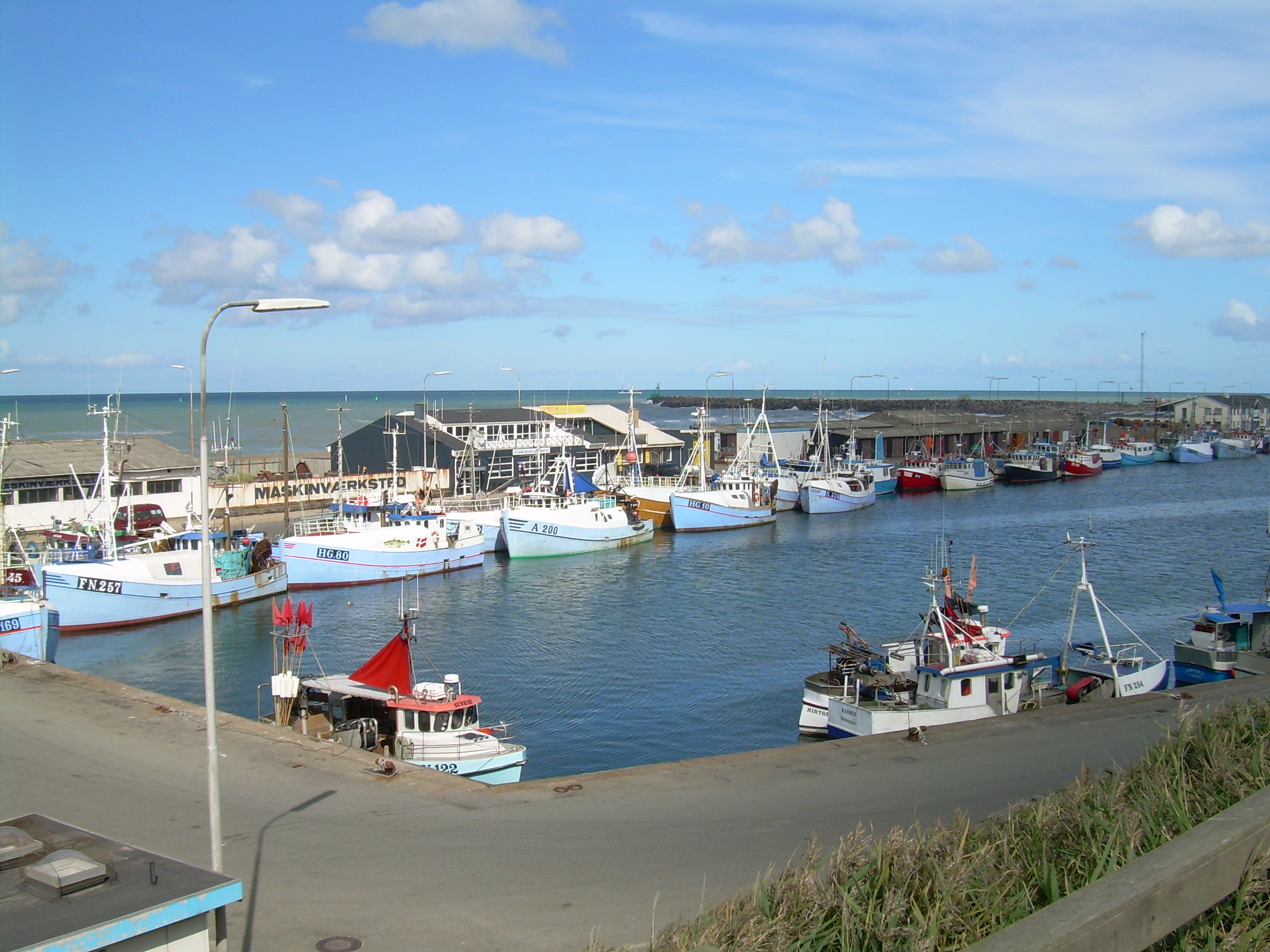
Hirtshals hamn.

Hirtshals är en tätort i Hjørrings kommun i Region Nordjylland i Danmark. Tätorten har 5 434 invånare (2024). Den ligger på ön Vendsyssel-Thy, cirka 15 kilometer norr om Hjørring. Hirtshals är ett fiskeläge och badort och har en viktig hamn med färjetrafik till och från Norge. Hirtshals var centralort i Hirtshals kommun fram till kommunreformen 2007.
Från Hirtshals hamn avgår Fjord Lines färjor till Kristiansand, Langesund och Stavanger/Bergen samt Smyril Lines färjor till Färöarna och Island. Motorvägen E39 ansluter till hamnen och förbinder staden med Ålborg. Staden har även järnvägsförbindelse med Hirtshalsbanen till Hjørring, där byte till tåg med Vendsysselbanen mot Frederikshavn och Ålborg är möjligt.
I orten ligger Nordsøen Oceanarium och Bunkermuseet i Hirtshals.